# Kajakarstwo na Letnich Igrzyskach Olimpijskich 2016 – C-1 200 m mężczyzn
C-1 200 metrów mężczyzn to jedna z konkurencji w kajakarstwie klasycznym rozgrywanych podczas Letnich Igrzysk Olimpijskich 2016. Kajakarze rywalizowali między 17 a 18 sierpnia na torze Lagoa Rodrigo de Freitas.

## Terminarz
Wszystkie godziny są podane w czasie brazylijskim (UTC-03:00)
| Data             | Godzina |            |
| ---------------- | ------- | ---------- |
| 17 sierpnia 2016 | 9:16    | Eliminacje |
| 17 sierpnia 2016 | 10:42   | Półfinały  |
| 18 sierpnia 2016 | 9:16    | Finały     |

## Wyniki

### Eliminacje
Pięciu najlepszych kajakarzy z każdego biegu plus najszybszy z szóstego miejsca awansowało do półfinałów.
Bieg 1
| Pozycja | Zawodnik          | Czas   | Uwagi |
| ------- | ----------------- | ------ | ----- |
| 1       | Alfonso Benavides | 40,610 | Q     |
| 2       | Oleg Tarnowskij   | 40,852 | Q     |
| 3       | Jurij Czeban      | 41,220 | Q     |
| 4       | Zaza Nadradze     | 41,423 | Q     |
| 5       | Li Qiang          | 41,456 | Q     |
| 6       | Tomasz Kaczor     | 42,450 |       |
| 7       | Khaled Houcine    | 42,499 |       |

Bieg 2
| Pozycja | Zawodnik         | Czas   | Uwagi |
| ------- | ---------------- | ------ | ----- |
| 1       | Thomas Simart    | 40,415 | Q     |
| 2       | Isaquias Queiroz | 40,522 | Q     |
| 3       | Hélder Silva     | 40,578 | Q     |
| 4       | Mark Oldershaw   | 40,972 | Q     |
| 5       | Dagnis Iļjins    | 44,125 | Q     |
| 6       | Joaquim Lobo     | 44,949 |       |

Bieg 3
| Pozycja | Zawodnik        | Czas   | Uwagi |
| ------- | --------------- | ------ | ----- |
| 1       | Andriej Krajtor | 39,985 | Q     |
| 2       | Jonatán Hajdu   | 40,147 | Q     |
| 3       | Martin Fuksa    | 40,311 | Q     |
| 4       | Timur Chadarow  | 40,492 | Q     |
| 5       | Stefan Kiraj    | 41,198 | Q     |
| 6       | Marcos Pulido   | 41,910 | Q     |

Bieg 4
| Pozycja | Zawodnik            | Czas   | Uwagi |
| ------- | ------------------- | ------ | ----- |
| 1       | Wałentyn Demjanenko | 39,749 | Q     |
| 2       | Henrikas Žustautas  | 40,048 | Q     |
| 3       | Carlo Tacchini      | 41,368 | Q     |
| 4       | Adel Mojallali      | 41,650 | Q     |
| 5       | Angeł Kodinow       | 42,694 | Q     |
| 6       | Ferenc Szekszárdi   | 44,292 |       |

## Półfinały
Dwóch najszybszych kajakarzy z każdego półfinału oraz dwóch z najlepszymi czasami awansowało do finału. Następnych ośmiu majszybszych awansowało do finału B.
Półfinał 1
| Pozycja | Zawodnik           | Czas   | Uwagi |
| ------- | ------------------ | ------ | ----- |
| 1       | Isaquias Queiroz   | 39,659 | FA    |
| 2       | Alfonso Benavides  | 40,038 | FA    |
| 3       | Li Qiang           | 40,066 | FA    |
| 4       | Martin Fuksa       | 40,311 | FB    |
| 5       | Timur Chadarow     | 41,079 | FB    |
| 6       | Henrikas Žustautas | 41,187 | FB    |
| 7       | Angeł Kodinow      | 42,925 |       |

Półfinał 2
| Pozycja | Zawodnik        | Czas   | Uwagi |
| ------- | --------------- | ------ | ----- |
| 1       | Andriej Krajtor | 40,394 | FA    |
| 2       | Thomas Simart   | 40,670 | FA    |
| 3       | Oleg Tarnowskij | 40,715 | FB    |
| 4       | Carlo Tacchini  | 41,468 | FB    |
| 5       | Marcos Pulido   | 42,283 | FB    |
| 6       | Adel Mojallali  | 42,386 |       |
| 7       | Dagnis Iļjins   | 45,082 |       |

Półfinał 3
| Pozycja | Zawodnik            | Czas   | Uwagi |
| ------- | ------------------- | ------ | ----- |
| 1       | Zaza Nadradze       | 40,146 | FA    |
| 2       | Wałentyn Demjanenko | 40,298 | FA    |
| 3       | Jurij Czeban        | 40,590 | FA    |
| 4       | Jonatán Hajdu       | 40,718 | FB    |
| 5       | Hélder Silva        | 41,162 | FB    |
| 6       | Stefan Kiraj        | 43,171 |       |
| 7       | Mark Oldershaw      | 43,357 |       |

## Finały

### Finał B
| Pozycja | Zawodnik           | Czas   | Uwagi |
| ------- | ------------------ | ------ | ----- |
| 1       | Martin Fuksa       | 39,760 |       |
| 2       | Jonatán Hajdu      | 39,811 |       |
| 3       | Henrikas Žustautas | 40,30  |       |
| 4       | Oleg Tarnowskij    | 40,280 |       |
| 5       | Hélder Silva       | 40,388 |       |
| 6       | Timur Chadarow     | 40,549 |       |
| 7       | Carlo Tacchini     | 40,733 |       |
| 8       | Marcos Pulido      | 42,098 |       |

### Finał A
| Pozycja | Zawodnik            | Czas   | Uwagi |
| ------- | ------------------- | ------ | ----- |
| złoto   | Jurij Czeban        | 39,279 | OR    |
| srebro  | Wałentyn Demjanenko | 39,493 |       |
| brąz    | Isaquias Queiroz    | 39,628 |       |
| 4       | Alfonso Benavides   | 39,649 |       |
| 5       | Zaza Nadradze       | 39,817 |       |
| 6       | Andriej Krajtor     | 40,105 |       |
| 7       | Li Qiang            | 40,143 |       |
| 8       | Thomas Simart       | 40,180 |       |